# Hippodrome des Hunaudières
L'hippodrome des Hunaudières se situe au Mans, route de Tours. Cet hippodrome, géré par la Société des courses du Mans, est le seul de la Sarthe à posséder une piste de trot en sable de 1 350 m (les 8 autres courant sur l'herbe). 
Neuf réunions y sont organisées chaque année, dont des réunions dites Premium ouvertes aux enjeux nationaux (paris hors hippodromes).